# Vital Shуshou
Vital Shyshou (em bielorrusso:  Віталь Васільевіч Шышоў, Vitaĺ Vasiĺjevič Šyšoŭ; em russo:  Виталий Васильевич Шишов; transliterado do russo: Vitaly Shishov ou Vitali Shishov; 1995 - 2/3 de agosto de 2021) era um ativista bielorrusso. Ele era o chefe da Casa Bielorrussa na Ucrânia, uma organização que ajuda as pessoas a escapar da repressão na Bielorrússia após os protestos no país de 2020–2021. Aos 26 anos, Vital desapareceu de sua casa em Quieve e foi encontrado morto, enforcado em uma árvore em um parque perto de onde morava.

## Vida pessoal
Vital Shyshou nasceu na cidade de Rétchytsa (vóblasts de Gomel), em 1995, posteriormente se mudou para Gomel, onde trabalhou na área de tecnologia da informação. Shyshou era órfão de pai e mãe. Ele deixou a Bielorrússia após o início da repressão da ditadura contra os protestos que pediam a renúncia de Lukashenka.
Ele ganhou visibilidade nas redes sociais depois de organizar manifestações pacíficas em Quieve, para chamar a atenção da comunidade internacional para o colapso dos direitos civis em Belarus.

## Morte
Em 2 de agosto de 2021, Vital foi dado como desaparecido em Quieve por sua namorada, após sair para um treino de corrida corrida. No dia seguinte, ele foi encontrado enforcado em uma área florestal de um parque perto de sua casa. A polícia ucraniana abriu uma investigação, esclarecendo que não descarta a hipótese de assassinato disfarçado como suicídio. O chefe da polícia ucraniana destacou que seu corpo foi encontrado com escoriações e pele machucada em vários lugares.
Uma semana antes da sua morte, Shyshou ajudou a organizar uma manifestação em Quieve que marcou o 31º aniversário da independência da Bielorrússia da União Soviética. Shyshou havia recebido ameaças, bem como a Casa Bielorrussa na Ucrânia. "(. . . ) Os agentes de segurança e a polícia ucranianos alertaram em particular a Casa Bielorrussa na Ucrânia sobre ameaças a ativistas. 'Disseram que deveríamos ter cuidado porque uma rede da KGB polícia secreta bielorrussa estava ativa aqui' (. . . ) 'Fomos advertidos repetidamente por fontes locais e nossas fontes na Bielorrússia sobre possíveis provocações, que vão até sequestro e assassinato. Vital reagiu a essas advertências com estoicismo e humor'".